# Kimono My House
Kimono My House är ett musikalbum av Sparks. Albumet släpptes i maj 1974 på Island Records. På vinylutgåvorna medföljde ett innerfodral med låttexterna tryckta på ena sidan. Ron Mael skrev de flesta låtarna själv och brodern Russel Mael sjöng dem. Musiken innehåller komplexa, men även humoristiska texter och framförs ofta med falsettröst. Albumet blev framgångsrikt i Storbritannien, medan det i USA endast nådde de lägre regionerna av Billboard 200. Singeln "This Town Ain't Big Enough for Both of Us" blev en hit. Sparks var mycket kreativa 1974 och släppte nästa studioalbum Propaganda samma år.

## Låtlista
1. "This Town Ain't Big Enough for Both of Us" - 3:05
2. "Amateur Hour" - 3:37
3. "Falling In Love With Myself Again" - 3:03
4. "Here In Heaven" - 2:48
5. "Thank God It's Not Christmas" - 5:07
6. "Hasta Mañana, Monsieur" - 3:52
7. "Talent Is An Asset" - 3:21
8. "Complaints" - 2:50
9. "In My Family" - 3:48
10. "Equator" - 4:42

## Listplaceringar
| Lista (1974)   | Position            |
| -------------- | ------------------- |
| Danmark        | 9 (DR "Top 20")     |
| Finland        | 5                   |
| Kanada         | 58 (RPM)            |
| Nederländerna  | 10                  |
| Storbritannien | 4 (UK Albums Chart) |
| USA            | 101 (Billboard 200) |